# Elsa Raven
Elsa Raven va ser una actriu estatunidenca (Charleston, Carolina del Sud, 21 de setembre de 1929 – Los Angeles, 3 de novembre de 2020).
És sobretot coneguda per al seu paper a la comèdia de situació Amén (1988–1990) i per haver interpretat la mare de Vincent Terranova (Ken Wahl) a la sèrie de televisió Wiseguy.

És igualment coneguda per al seu petit paper a Retorn al futur com a corona de la torre del rellotge amb la seva frase 
| « | Salveu el rellotge de l’ajuntament | » |

 tot recollint donatius.

## Biografia
Elsa Raven és coneguda per al seu petit paper a Retorn al futur (1985) com a corona de la torre del rellotge amb la seva frase « Salveu el rellotge de l'ajuntament! » tot recollint donatius locals per preservar el rellotge, en oposició a la iniciativa de l'alcalde Wilson de reemplaçar completament el rellotge.
Va interpretar Ida Straus al film Titanic (1997)amb Lew Palter, que va interpretar Isidor Straus, i ha fet el doblatge al film d'animació American Pop (1981).
Raven va morir el 3 de novembre de 2020 a Los Angeles a l'edat de 91 anys.

## Filmografia

### Cinema
| Any  | Títol                                            | Paper                   |                        |
| ---- | ------------------------------------------------ | ----------------------- | ---------------------- |
| 1970 | The Honeymoon Killers                            | Matrona                 |                        |
| 1971 | The Gang That Couldn't Shoot Straight            | Mrs. Water Buffalo      |                        |
| 1971 | Lady Liberty                                     | Policia                 | No surt als crèdits    |
| 1971 | South of Hell Mountain                           |                         |                        |
| 1972 | A Fan's Notes                                    | Deborah                 |                        |
| 1979 | The Cracker Factory                              | Turista                 |                        |
| 1979 | The Amityville Horror                            | Mrs. Townsend           |                        |
| 1980 | Fatso                                            | Phil's Wife             |                        |
| 1981 | American Pop                                     | Hannele                 | Veu                    |
| 1981 | The Postman Always Rings Twice                   | Matrona                 |                        |
| 1981 | Paternity                                        | Infermera               |                        |
| 1983 | Second Thoughts                                  | Infermera               |                        |
| 1983 | Twilight Zone: The Movie                         | Infermera No. 2         | Segment "Kick the Can" |
| 1985 | Back to the Future                               | Dama de la torre        |                        |
| 1985 | Creator                                          | Mrs. Mallory            |                        |
| 1988 | The Moderns                                      | Gertrude Stein          |                        |
| 1991 | Another You                                      | Voluntària              |                        |
| 1993 | Indecent Proposal                                | Estudiant de Ciutadania |                        |
| 1993 | In the Line of Fire                              | Propietària de Booth    |                        |
| 1993 | Fearless                                         | Dama de cabells grisos  |                        |
| 1995 | One Night Stand                                  | Mrs. Salvatore          |                        |
| 1997 | Titanic                                          | Ida Straus              |                        |
| 2001 | Face to Face                                     | Grandma                 |                        |
| 2002 | The 4th Tenor                                    | Mama                    |                        |
| 2005 | The Mostly Unfabulous Social Life of Ethan Green | Senyora gran            |                        |
| 2005 | The Cutter                                       | Mrs. Rosen              |                        |
| 2005 | Laying Down Arms                                 | Ester                   | curt                   |
| 2006 | Miriam                                           | Tia Levya               |                        |
| 2009 | Dead Game                                        | Boogie                  | curt                   |
| 2011 | They're with Me                                  | besàvia Fanny           | curt                   |
| 2011 | Answers to Nothing                               | Mrs. Harrison           |                        |

### Televisió
- 1963: Combat!: una vilatana a la finestra (1 episodi)
- 1963 : Hospital central: Tessie
- 1971-1973: Medical Center: Blanche i una pacient grassa (2 episodis)
- 1978-1982 : Quincy: Srtae Beck i Angela Davenport (3 episodis)
- 1982: Capitol: Gabriela
- 1983: Buffalo Bill: Theresa Gallardo (1 episodi)
- 1983-1984 : The A-Team: Clara Dickerson i Dr Marian Ericson (2 episodis)
- 1984: Ernie Kovacs: Between the Laughter: Sra Shotwell
- 1984 : The Rousters (1 episodi)
- 1985: Highway to Heaven (1 episodi)
- 1986: Family Ties: Mildred Atkins (1 episodi)
- 1986 : Rick Hunter: Mlle Montgomery (1 episodi)
- 1987: Destination America
- 1987 : Nothing in Common: Srta Potter (1 episodi)
- 1987-1990 : Wiseguy: Carlotta Terranova Aiuppo (10 episodis)
- --1988: Freddy's Nightmares, a Nightmare on Elm Street: The Series: Sra. Wildmon (1 episodi)
- 1988-1990: Amén: Inga (17 episodis)
- 1989: TV 101: Sra. Gannon (1 episodi)
- 1990 : Descending Angel: Vera
- 1991: Estimat John: Barbara Olafson (1 episodi)
- 1992: El Príncep de Bel Air: Ida Pollock (1 episodi)
- 1993: Murphy Brown: Mme Kobolakis (1 episodi)
- 1993 : Sisters: Senyora Sophie (1 episodi)
- 1994: The Larry Sanders Show: Jarina Venvenich (1 episodi)
- 1994 : Seinfeld: Mama (1 episodi)
- 1999 : Tracey Takes On...: la dona gran (1 episodi)
- 1999 : Chicago Hope: la vella senyora (1 episodi)
- 2003: La Vida sobretot: Mlle Tidwell (1 episodi)
- 2004: Strong Medicine: Sra. Lopman (1 episodi)
- 2008: ER: Rosemary Smalls (1 episodi)